# Calle del Socorro (Segovia)
La calle del Socorro es una vía pública de la ciudad española de Segovia.

## Descripción
La vía discurre desde la plaza del mismo nombre hasta la ronda de Don Juan II. Aparece descrita en Las calles de Segovia (1918) de Mariano Sáez y Romero con las siguientes palabras:

Socorro.—Entra por la plazuela del mismo nombre y sale al Paseo de Juan II. La calle limita con la muralla y está en ella el Matadero municipal, llamado antes el edificio Casa del Sol, que figura un espolón que avanza en la muralla y que ha servido de convento a los Carmelitas Calzados, comunidad aquí fundada por fray Pedro de la Cruz, definidor de la Orden en 1593, y luego pasaron a la calle Real del Carmen. Al final de la calle estuvo la iglesia de San Gregorio, agregada al inmediato convento del Sol. Cerca del Matadero estuvo también el convento de Monjas de la Humildad, que anteriormente habitaban la Plaza de San Miguel.
(Sáez y Romero, 1918, p. 183)